# Nacarina sagitta
Nacarina sagitta är en insektsart som beskrevs av De Freitas och Penny 2001. Nacarina sagitta ingår i släktet Nacarina och familjen guldögonsländor. Inga underarter finns listade i Catalogue of Life.